# رباب فاطمه
رباب فاطمه (انگلیسی: Rabab Fatima) یک دیپلمات بنگلادشی است. او در سال ۲۰۱۹ نماینده دائم بنگلادش در سازمان ملل متحد شد. فاطمه پیش از این سفیر بنگلادش در ژاپن بود و در اول فوریه ۲۰۲۲ به عنوان رئیس کمیسیون تحکیم صلح (PBC) سازمان ملل متحد انتخاب شد.

## زندگی‌نامه
فاطمه در ۱۹۸۹ به سرویس خدمات امور خارجه بنگلادش پیوست، وی مشاور، معاون کمیسیون عالی کلکته از (۲۰۰۰–۱۹۸۹) بود و همچنین نماینده دائمی بنگلادش در سازمان ملل متحد در ژنو از ۲۰۰۰ تا ۲۰۰۵ شد. او در وزارت امور خارجه در سمت‌های مختلفی از جمله دستیار دبیر (سازمان ملل)، مدیر (سازمان ملل متحد) و مدیرکل (آسیای شرقی و اقیانوسیه) خدمت کرده است. او در زمینه حقوق بشر و امور بشردوستانه تخصص دارد و از نزدیک در فرآیندهای منتهی به الحاق بنگلادش به معاهدات اصلی حقوق بشر و خلع سلاح مشارکت داشته است.
فاطمه همچنین در دو سازمان بین‌المللی به عنوان رئیس حقوق بشر از (۲۰۰۶–۲۰۰۷) و در دبیرخانه مشترک المنافع لندن نیز خدمت کرده است. وی با سازمان بین‌المللی مهاجرت (IOM) در سمت معاونت منطقه‌ای برای جنوب آسیا از (۲۰۰۷–۲۰۱۱) خدمت کرد. وی از ۲۰۱۲ تا ۲۰۱۵ به عنوان مشاور منطقه‌ای جنوب و جنوب غرب آسیا و مشاور منطقه‌ای برای تغییرات آب و هوا و مهاجرت در دفتر منطقه‌ای سازمان بین‌المللی مهاجرت برای آسیا-اقیانوسیه خدمت کرد.
علاوه بر این در ۲۰۱۱ نماینده منطقه‌ای IOM برای جنوب آسیا بود، او پس از شروع درگیری‌ها بر بازگشت نزدیک به ۳۷۰۰۰ کارگر مهاجر بنگلادشی از لیبی نظارت کرد.
فاطمه همچنین فعالانه درگیر اجرای موفق برنامه ادغام مجدد کارگران مهاجر بود.
فاطمه در سال ۲۰۲۰ رئیس هیئت اجرایی یونیسف شد. وی همچنین در دسامبر ۲۰۲۰ به عنوان نایب رئیس هیئت اجرایی برنامه عمران ملل متحد/صندوق جمعیت سازمان ملل متحد/دفتر خدمات پروژه سازمان ملل متحد برای سال ۲۰۲۱ انتخاب شد. نماینده اسلوونی برای رهبری مشاوره بین دولتی در مورد همسویی دستور کار مجمع عمومی و اکوسیستم.
فاطمه فوق لیسانس خود را در روابط بین‌الملل و دیپلماسی از دانشکده حقوق و دیپلماسی فلچر، دانشگاه تافتس، ایالات متحده آمریکا، و کارشناسی علوم اجتماعی از دانشگاه کانبرا، استرالیا دریافت کرد.